# Petrivka (Zaharivka), Rozdilna
Petrivka (în ucraineană Петрівка) este un sat în comuna Zaharivka din raionul Rozdilna, regiunea Odesa, Ucraina.

## Demografie
Componența lingvistică a localității Petrivka
     Ucraineană (83,91%)
     Rusă (9,2%)
     Română (5,75%)
     Belarusă (1,15%)
Conform recensământului din 2001, majoritatea populației localității Petrivka era vorbitoare de ucraineană (83,91%), existând în minoritate și vorbitori de rusă (9,2%), română (5,75%) și belarusă (1,15%).